# Alaíde Costa
Alaíde Costa, née à Rio de Janeiro en 1935, est une chanteuse et compositrice brésilienne.

## Carrière
L'artiste commence officiellement sa carrière en 1955 lorsqu'elle signe un contrat de crooner avec le night-club de Rio, Dancing Avenida. L'année suivante, elle enregistre le premier de plus de 20 disques au cours d'une carrière qui s'est étendue sur plus de six décennies.
Au cours de sa carrière, elle a joué un rôle important dans l'histoire de la musique populaire brésilienne (MPB), en étant l'un des précurseurs de la bossa nova, en composant avec de grands noms tels que Vinicius de Moraes, Johnny Alf et Antônio Carlos Jobim et en enregistrant avec des membres du légendaire Clube da Esquina. Avec une voix douce et assurée, réputée très juste, elle peut être considérée comme une styliste de la MPB et l'une de ses plus grandes interprètes, avec un timbre très personnel et un répertoire de très bon goût,,.
Alaíde est également apparue comme actrice à au moins deux reprises, recevant le prix de la meilleure actrice dans un second rôle au Festival du film de Gramado en 2020 pour son rôle dans le film Todos os Mortos (Tous les morts), réalisé par Caetano Gotardo et Marco Dutra. Dans les années 1960, elle apparaît dans la pièce de théâtre Os Monstros, de Denoy de Oliveira et mise en scène par Ruth Escobar, aux côtés de l'acteur Raul Cortez,.
En raison de son histoire et de son attitude face aux difficultés qu'elle a rencontrées, Alaíde Costa est également considérée comme une pionnière dans la lutte pour l'émancipation des femmes noires en tant que chanteuses populaires au Brésil,.

## Discographie
Listes établies d'après l'Instituto Memória Musical Brasileira (pt).

### Albums
- Gosto de Você (RCA Victor, 1959)
- Canta Suavemente (RCA Victor, 1960)
- Jóia Moderna (RCA Victor, 1961)
- Afinal... (Audio Fidelity Records (en), 1963)
- Alaíde Costa (Som Maior (RGE), 1965)
- Alaíde Costa & Oscar Castro Neves (avec Oscar Castro-Neves, Odeon, 1973)
- Alaíde Costa (Coronado/Odeon, 1975)
- Coração (EMI/Odeon, 1976)
- Águas vivas - Alaíde Costa canta Hermínio Bello de Carvalho (Vento de Raio, 1982)
- Falando de amor (CID, 1987)
- Amiga de verdade (Independente, 1988)
- Alaíde Costa & João Carlos Assis Brasil (Movieplay, 1995)
- A Música Brasileira Deste Século Por Seus Autores e Intérpretes - Alaíde Costa (SESC-SP, 2000)
- Rasguei Minha Fantasia (JAM Music (pt), 2001)
- Tudo o que o tempo me deixou (Lua Discos, 2005)
- Voz & Piano (avec le pianiste João Carlos Assis Brasil, Lua Music, 2006)
- Amor Amigo - Alaíde Costa Canta Milton (Lua Music, 2008)
- Alaíde Costa & Fátima Guedes ao vivo (avec Fátima Guedes (pt), Jóia Moderna, 2011)
- Alaíde Canta Johnny Alf - Em Tom de Canção (Lua Music, 2011)
- Canções de Alaíde (Nova Estação, 2014)
- Alegria é Guardada em Cofres, Catedrais (avec Toninho Horta (pt), Independente, 2015)
- Porcelana (avec Gonzaga Leão (pt), Independente, 2016)
- 60 Anos de Bossa Nova - Claudette Soares e Alaíde Costa (Kuarup, 2018)
- O Anel – Alaíde Costa canta José Miguel Wisnik (Sesc, 2020)

### Compilations
- Elas cantam Paulinho da Viola (hommage à Paulinho da Viola, Lua Music, 2009)
- Sidney Miller (hommage au compositeur Sidney Miller, Funarte, 1983)